# Дискографија групе Iron Maiden
Дискографија Ајрон Мејдена, енглеског хеви метал бенда, основаног 1975. године од стране басисте Стива Хариса, састоји се од 16 студијских албума, 12 уживо албума, седам компилацијских албума, 4 ЕП-а, 20 видео албума, 38 музичких видеа, 43 сингла и пет бокс сетова. Након неколико личних промјена, објавили су дебитантски студијски албум, под називом Iron Maiden, 1980. године. Састав бенда на првом албуму био је вокал Пол Ди’Ано, гитаристи Дејв Мари и Денис Стратон и бубњар Клајв Бер, који су брзо постали заговорници новог покрета британског хеви метала.
Гитариста Адријан Смит замијенио је Стратон и албум Killers објављен је 1981. године. Касније исте године, фронтмен Брус Дикинсон замијенио је Пол Ди’Ана, што је означило почетак серије топ 10 хитова. Трећи студијски албум, под називом The Number of the Beast, објављен је у марту 1982. године, постао је први албум бенда који се нашао на првом мјесту на листи у Уједињеном Краљевству, док је сертификован као платинум од стране Америчког удружења дискографских кућа. Бубњар Нико Макбрејн замијенио је Клајва Бера, и бенд је објавио четврти студијски албум, под називом Piece of Mind 1983. године, а годину касније и пети студијски албум, под називом Powerslave. Бенд је проширио своју музику са миди гитаром на шестом студијском албуму под називом Somewhere in Time, објављеном 1986. године. Седми студијски албум, под називом Seventh Son of a Seventh Son, објављен је 1988. године и наашао се на првом мјесту на листи у Уједињеном Краљевству.
Постава бенда остала је непромијењен док Адријан Смит није напустио бенд током фазе прије производње осмог студијског, њиховог последњег златног сертификованог албума у Сједињеним Државама, под називом No Prayer for the Dying, објављеног 1990. године. Замијенио га је Јаник Герс. Девети студијсски албум, под називом Fear of the Dark, објављен је 1992. године и нашао се на првом мјесту листе у Уједињеном Краљевству. Годину након објаве албума, Дикинсон је напустио бенд. Замијенио га је Блејз Бејли, који је дебитовао на десетом студијском албуму, под називом The X Factor, објављеном 1995. године. Албум је означио пад у каријери бенда. Интересовање фанова смањено је са једанаестим студијским албумом, објављеним 1998. године, под називом Virtual XI, што је изазвало одлазак Блејза из бенда.
Дикинсон и Смит су се вратили у бенд 1999. године, док је дванаести студијски албум, под називом Brave New World, објављен 2000. године. Три године касније, објавили су трианести студијски албум, под називом Dance of Death. Четрнаести студијски албум, под називом A Matter of Life and Death, објављен је 2006. године и заједно са претходна два студијска албума сертификован је као златни од стране Британске фонографске индустрије (BPI). Петнаести студијски албум, под називом The Final Frontier, објављен је 2010. године и примио је генерално позитивне рецензије од стране критичара, дебитовао је на првом мјесту у 28 држава, укључујући Уједињено Краљевство. Шеснаести студијски албум, под називом The Book of Souls, објављен је 4. септембра 2015. године и постао је његов пети албум на првом мјесту листе у Уједињеном Краљевству. Бенд је продао између 80 и 100 милиона примјерака албума широм свијета.

## Албуми

### Студијски албуми
| Назив                                                                        | Детаљи о албуму | Најбоља позиција на листама | Најбоља позиција на листама | Најбоља позиција на листама | Најбоља позиција на листама | Најбоља позиција на листама | Најбоља позиција на листама | Најбоља позиција на листама | Најбоља позиција на листама | Најбоља позиција на листама | Најбоља позиција на листама | Најбоља позиција на листама | Најбоља позиција на листама | Најбоља позиција на листама | Сертификације |
| Назив                                                                        | Детаљи о албуму | УК                          | АУТ                         | КАН                         | ФИН                         | ЊЕМ                         | ИТА                         | ЈПН                         | НЗ                          | НОР                         | ШВЕ                         | ШВА                         | САД                         | [ 37 ]                      | Сертификације |
| ---------------------------------------------------------------------------- | --- | --------------------------- | --------------------------- | --------------------------- | --------------------------- | --------------------------- | --------------------------- | --------------------------- | --------------------------- | --------------------------- | --------------------------- | --------------------------- | --------------------------- | --------------------------- | --- |
| Iron Maiden                                                                  | - Датум објављивања: 14. април 1980. - Издавачка кућа: EMI(EMC–3330) - Формати: ЦД, касета, ЛП, 8T                                   | 4                           | —                           | —                           | —                           | —                           | 67                          | —                           | —                           | —                           | 27                          | —                           | —                           | 52                          | - КАН: Платинум - ЊЕМ: Златни - УК : Платинум                                                                         |
| Killers                                                                      | - Датум објављивања: 2. фебруар 1981. - Издавачка кућа: EMI (EMC–3357) - Формати: ЦД, касета, ЛП, 8T                                 | 12                          | 20                          | —                           | 18                          | 10                          | 79                          | —                           | 41                          | 19                          | 11                          | —                           | 78                          | 64                          | - КАН: Платинум - ЊЕМ: Златни - ШВЕ: Златни - МЕК: Златни - УК: Златни - САД: Златни                                  |
| The Number of the Beast                                                      | - Датум објављивања: 22. март 1982. - Издавачка кућа: EMI (EMC–3400) - Формати: ЦД, касета, ЛП, 8T                                   | 1                           | 3                           | 11                          | 15                          | 11                          | 75                          | —                           | 18                          | 13                          | 7                           | —                           | 33                          | 14                          | - АУТ: Златни - КАН: 3× Платинум - ЊЕМ: Златни - ШВА Златни - МЕК: Златни - УК: Платинум - САД: Платинум              |
| Piece of Mind                                                                | - Датум објављивања: 16. мај 1983. - Издавачка кућа: EMI (EMA–800) - Формати: ЦД, касета, ЛП                                         | 3                           | 10                          | 10                          | 2                           | 8                           | —                           | —                           | 8                           | 9                           | 6                           | —                           | 14                          | 20                          | - КАН: 2× Платинум - ФИН: Златни - ЊЕМ: Златни - ЈПН: Златни - УК: Платинум - САД: Платинум                           |
| Powerslave                                                                   | - Датум објављивања: 3. септембар 1984. - Издавачка кућа: EMI (POWER–1) - Формати: ЦД, касета, ЛП                                    | 2                           | 15                          | 21                          | 4                           | 9                           | 64                          | —                           | 11                          | 4                           | 5                           | 10                          | 21                          | 74                          | - КАН: 2× Платинум - ЊЕМ: Златни - ЈПН: Златни - ШПА: Златни - УК: Златни - САД: Платинум                             |
| Somewhere in Time                                                            | - Датум објављивања: 29. септембар 1986. - Издавачка кућа: EMI (EMC–3512) - Формати: ЦД, касета, ЛП                                  | 3                           | 10                          | 15                          | 1                           | 8                           | 68                          | —                           | 5                           | 8                           | 6                           | 22                          | 11                          | 39                          | - КАН: 2× Платинум - ЊЕМ: Златни - ЈПН: Златни - УК: Златни - САД: Платинум                                           |
| Seventh Son of a Seventh Son                                                 | - Датум објављивања: 11. април 1988. - Издавачка кућа: EMI (EMD–1006) - Формати: ЦД, касета, ЛП                                      | 1                           | 6                           | 11                          | 1                           | 4                           | 80                          | 39                          | 3                           | 3                           | 3                           | 2                           | 12                          | 45                          | - КАН: Платинум - ЊЕМ Златни - ШВА: Златни - ШПА: Златни - УК: Златни - САД: Златни                                   |
| No Prayer for the Dying                                                      | - Датум објављивања: 1. октобар 1990. - Издавачка кућа: EMI (EMD–1017) - Формати: ЦД, касета, ЛП                                     | 2                           | 19                          | 27                          | 3                           | 7                           | —                           | 16                          | 17                          | 4                           | 6                           | 11                          | 17                          | —                           | - КАН: Платинум - УК: Златни - САД: Златни                                                                            |
| Fear of the Dark                                                             | - Датум објављивања: 11. мај 1992. - Издавачка кућа: EMI (EMD–1032) - Формати: ЦД, касета, ЛП                                        | 1                           | 8                           | 12                          | 4                           | 5                           | 66                          | 11                          | 4                           | 6                           | 8                           | 5                           | 12                          | 33                          | - КАН Златни - УК: Златни                                                                                             |
| The X Factor                                                                 | - Датум објављивања: 2. октобар 1995. - Издавачка кућа: EMI (7243–8–35819–2–4) - Формати: ЦД, касета, ЛП                             | 8                           | 19                          | —                           | 2                           | 16                          | —                           | 17                          | —                           | 25                          | 4                           | 27                          | 147                         | —                           | - УК: Сребрни |
| Virtual XI                                                                   | - Датум објављивања: 23. март 1998. - Издавачка кућа: EMI (7243–4–93915–2–9) - Формати: ЦД, касета, ЛП                               | 16                          | 24                          | 60                          | 6                           | 16                          | —                           | 19                          | —                           | 28                          | 16                          | 39                          | 124                         | —                           | - УК: Сребрни |
| Brave New World                                                              | - Датум објављивања: 29. мај 2000. - Издавачка кућа: EMI (7243–5–26605–2–0) - Формати: ЦД, касета, ЛП, мини диск                     | 7                           | 10                          | 23                          | 2                           | 3                           | 3                           | 13                          | —                           | 4                           | 1                           | 9                           | 39                          | 1                           | - КАН: Златни - ФИН: Златни - ЊЕМ: Златни - ШВЕ: Златни - УК: Златни                                                  |
| Dance of Death                                                               | - Датум објављивања: 8. септембар 2003. - Издавачка кућа: EMI (7243–5–92340–2–1) - Формати: ЦД, касета, ЛП, DVD                      | 2                           | 3                           | 5                           | 1                           | 2                           | 1                           | 11                          | 21                          | 3                           | 1                           | 2                           | 18                          | 1                           | - ФИН: Златни - ЊЕМ: Златни - ШВЕ: Златни - УК: Златни                                                                |
| A Matter of Life and Death                                                   | - Датум објављивања: 25. август 2006. - Издавачка кућа: EMI (0946–3–72331–2–2) - Формати: ЦД, касета, ЛП                             | 4                           | 4                           | 2                           | 1                           | 1                           | 1                           | 11                          | 16                          | 2                           | 1                           | 2                           | 9                           | 1                           | - КАН: Златни - ФИН: Платинум - ЊЕМ: Златни - ШВЕ: Златни - ШВА: Златни - УК: Златни                                  |
| The Final Frontier                                                           | - Датум објављивања: 13. август 2010. - Издавачка кућа: EMI (50999–6477722–1) - Формати: ЦД, касета, ЛП, дигитално преузимање        | 1                           | 1                           | 1                           | 1                           | 1                           | 1                           | 5                           | 1                           | 1                           | 1                           | 1                           | 4                           | 1                           | - КАН: Златни - ФИН: Платинум - ЊЕМ: Златни - FIMI ИТА: Златни - НОР: Златни - ШВЕ: Златни - ШВА: Златни - УК: Златни |
| The Book of Souls                                                            | - Датум објављивања: 4. септембар 2015. - Издавачка кућа: Parlophone (0825646089246) - Формати: ЦД, касета, ЛП, дигитално преузимање | 1                           | 1                           | 2                           | 1                           | 1                           | 1                           | 6                           | 2                           | 1                           | 1                           | 1                           | 4                           | 1                           | - АУТ: Златни - КАН: Златни - ФИН: Златни - ЊЕМ: Златни - ДАН Златни - НОР: Златни - ИТА: Златни - УК: Златни         |
| "—" означава да албум није објављен у тој држави или се није нашао на листи. | |                             |                             |                             |                             |                             |                             |                             |                             |                             |                             |                             |                             |                             | |

### Уживо албуми
| Назив                                                                        | Детаљи о албуму                                                                                          | Најбоља позиција на листама | Најбоља позиција на листама | Најбоља позиција на листама | Најбоља позиција на листама | Најбоља позиција на листама | Најбоља позиција на листама | Најбоља позиција на листама | Најбоља позиција на листама | Најбоља позиција на листама | Најбоља позиција на листама | Сертификације                                                               |
| Назив                                                                        | Детаљи о албуму                                                                                          | УК                          | АУТ                         | ФИН                         | ЊЕМ                         | ЈПН                         | ХОЛ                         | НОР                         | ШВЕ                         | ШВА                         | САД                         | Сертификације                                                               |
| ---------------------------------------------------------------------------- | --- | --------------------------- | --------------------------- | --------------------------- | --------------------------- | --------------------------- | --------------------------- | --------------------------- | --------------------------- | --------------------------- | --------------------------- | --------------------------------------------------------------------------- |
| Live After Death                                                             | - Датум објављивања: 14. октобар 1985. - Издавачка кућа: EMI (RIP–1) - Формати: ЦД, касета ЛП            | 2                           | —                           | 8                           | 10                          | —                           | 8                           | 13                          | 8                           | 26                          | 19                          | - АУТ: Златни - КАН: 2× Платинум - ШВЕ: Златни - УК: Златни - САД: Платинум |
| A Real Live One                                                              | - Датум објављивања: 22. март 1993. - Издавачка кућа: EMI (0777–7–81456–2–2) - Формати: ЦД, касета ЛП    | 3                           | 11                          | 6                           | 25                          | 29                          | 45                          | —                           | 30                          | 25                          | 106                         | - УК: Сребрни                                                               |
| A Real Dead One                                                              | - Датум објављивања: 18. октобар 1993. - Издавачка кућа: EMI (0777–7–89248–2–1) - Формати: ЦД, касета ЛП | 12                          | —                           | 12                          | 50                          | 16                          | 97                          | —                           | 14                          | 37                          | 140                         | - УК: Сребрни                                                               |
| Live at Donington                                                            | - Датум објављивања: 8. новембар 1993. - Издавачка кућа: EMI (7243–8–27511–2–0) - Формати: ЦД, касета ЛП | 23                          | —                           | —                           | —                           | 39                          | —                           | —                           | —                           | —                           | —                           | —                                                                           |
| Rock in Rio                                                                  | - Датум објављивања: 25. март 2002. - Издавачка кућа: EMI (7243–5–38643–0–9) - Формати: ЦД, касета ЛП    | 15                          | 17                          | 8                           | 13                          | 43                          | 43                          | 14                          | 14                          | 17                          | 186                         | - УК: Сребрни                                                               |
| BBC Archives                                                                 | - Датум објављивања: 4. новембар 2002. - Label: EMI (7243–5–41277–2–4) - Формати: ЦД                     | —                           | —                           | —                           | —                           | —                           | —                           | —                           | —                           | —                           | —                           | —                                                                           |
| Beast over Hammersmith                                                       | - Датум објављивања: 4. новембар 2002. - Издавачка кућа: EMI (7243–541277–2–4) - Формати: ЦД             | —                           | —                           | —                           | —                           | —                           | —                           | —                           | —                           | —                           | —                           | —                                                                           |
| Death on the Road                                                            | - Датум објављивања: 29. август 2005. - Издавачка кућа: EMI (0946–3–36437–2–7) - Формати: ЦД, ЛП         | 22                          | 23                          | 5                           | 17                          | 106                         | 39                          | 12                          | 7                           | 17                          | —                           | - УК: Сребрни                                                               |
| Flight 666                                                                   | - Датум објављивања: 25. мај 2009. - Издавачка кућа: EMI (50999–6977572–7) - Формати: ЦД, ЛП             | 15                          | 36                          | 14                          | 6                           | 61                          | 50                          | 22                          | 25                          | 24                          | 34                          | - КАН: Златни                                                               |
| En Vivo!                                                                     | - Датум објављивања: 26. март 2012. - Издавачка кућа: EMI (50999–301590–2–0) - Формати: ЦД, ЛП           | 19                          | 17                          | 8                           | 4                           | 111                         | 42                          | 16                          | 11                          | 19                          | 80                          | —                                                                           |
| Maiden England '88                                                           | - Датум објављивања: 25. март 2013. - Издавачка кућа: EMI (50999–973–651–2–7) - Формати: ЦД, ЛП          | 30                          | 23                          | 21                          | 14                          | 108                         | 49                          | 29                          | 12                          | 26                          | 148                         | —                                                                           |
| The Book of Souls: Live Chapter                                              | - Датум објављивања: 17. новембар 2017. - Издавачка кућа: Parlophone - Формати: ЦД, ЛП                   | 17                          | 10                          | 8                           | 5                           |                             | 23                          | 19                          | 8                           | 5                           | 49                          |                                                                             |
| "—" означава да албум није објављен у тој држави или се није нашао на листи. | |                             |                             |                             |                             |                             |                             |                             |                             |                             |                             |                                                                             |

### Компилацијски албуми
| Назив                                                                        | Детаљи о албуму | Најбоља позиција на листама | Најбоља позиција на листама | Најбоља позиција на листама | Најбоља позиција на листама | Најбоља позиција на листама | Најбоља позиција на листама | Најбоља позиција на листама | Најбоља позиција на листама | Најбоља позиција на листама | Најбоља позиција на листама | Сертификације                                          |
| Назив                                                                        | Детаљи о албуму | УК                          | АУТ                         | БЕЛ (ФЛА)                   | ФИН                         | ЊЕМ                         | ЈПН                         | ХОЛ                         | НЗ                          | ШВЕ                         | САД                         | Сертификације                                          |
| ---------------------------------------------------------------------------- | --- | --------------------------- | --------------------------- | --------------------------- | --------------------------- | --------------------------- | --------------------------- | --------------------------- | --------------------------- | --------------------------- | --------------------------- | ------------------------------------------------------ |
| Best of the Beast                                                            | - Датум објављивања: 23. септембар 1996. - Издавачка кућа: EMI (7243–8–53184–2–9) - Формати: ЦД, ЛП, касета, мини диск | 16                          | 41                          | 28                          | 8                           | 42                          | 26                          | 25                          | 37                          | 11                          | —                           | - ФИН: Златни - ШВЕ: Платинум - УК: Златни             |
| Ed Hunter                                                                    | - Датум објављивања: 17. мај 1999. - Издавачка кућа: EMI (7243–5–20520–0–4) - Формат: ЦД                               | —                           | —                           | —                           | 27                          | 94                          | —                           | 69                          | —                           | 43                          | —                           | —                                                      |
| Best of the 'B' Sides                                                        | - Датум објављивања: 4. новембар 2002. - Издавачка кућа: EMI (7243–5–41277–2–4) - Формат: ЦД                           | —                           | —                           | —                           | —                           | —                           | —                           | —                           | —                           | —                           | —                           | —                                                      |
| Edward the Great                                                             | - Датум објављивања: 4. новембар 2002. - Издавачка кућа: EMI (7243–5–43103–2–4) - Формати: ЦД, ЛП, касета              | 57                          | —                           | 46                          | 34                          | —                           | 242                         | —                           | —                           | 16                          | —                           | - КАН: Златни - ФИН: Златни - ШВЕ: Златни - УК: Златни |
| The Essential Iron Maiden                                                    | - Датум објављивања: 5. јул 2005. - Издавачка кућа: Sanctuary Records Group(C2K–92832) - Формати: ЦД                   | —                           | —                           | —                           | —                           | —                           | —                           | —                           | —                           | —                           | —                           | —                                                      |
| Somewhere Back in Time The Best of: 1980 – 1989                              | - Датум објављивања: 12. мај 2008. - Издавачка кућа: EMI (50999–214–7072–1) - Формати: ЦД, ЛП                          | 14                          | 26                          | 19                          | 3                           | 84                          | 39                          | 74                          | 24                          | 2                           | 58                          | - ФИН: Златни - ШВЕ: Златни - УК: Златни               |
| From Fear to Eternity The Best of 1990 – 2010                                | - Датум објављивања: 6. јун 2011. - Издавачка кућа: EMI (50999–0273622–8) - Формати: ЦД, ЛП, дигитално преузимање      | 19                          | 22                          | 26                          | 11                          | 19                          | 100                         | 45                          | 16                          | 6                           | 86                          | - УК: Сребрни                                          |
| "—" означава да албум није објављен у тој држави или се није нашао на листи. | |                             |                             |                             |                             |                             |                             |                             |                             |                             |                             |                                                        |

## Синглови
| Пјесма                                                                           | Година | Најбоља позиција на листама | Најбоља позиција на листама | Најбоља позиција на листама | Најбоља позиција на листама | Најбоља позиција на листама | Најбоља позиција на листама | Најбоља позиција на листама | Најбоља позиција на листама | Најбоља позиција на листама | Најбоља позиција на листама | Најбоља позиција на листама | Најбоља позиција на листама | Најбоља позиција на листама | Најбоља позиција на листама | Албум                        | Сертификације |
| Пјесма                                                                           | Година | УК                          | КАН                         | ФИН                         | ФРА                         | ЊЕМ                         | ИРС                         | ИТА                         | ХОЛ                         | НЗ                          | НОР                         | ШВЕ                         | ШВИ                         | САД                         | САД рок                     | Албум                        | Сертификације |
| -------------------------------------------------------------------------------- | ------ | --------------------------- | --------------------------- | --------------------------- | --------------------------- | --------------------------- | --------------------------- | --------------------------- | --------------------------- | --------------------------- | --------------------------- | --------------------------- | --------------------------- | --------------------------- | --------------------------- | ---------------------------- | ------------- |
| "Running Free"                                                                   | 1980.  | 34                          | —                           | —                           | —                           | —                           | —                           | —                           | —                           | 35                          | —                           | —                           | —                           | —                           | —                           | Iron Maiden                  |               |
| "Sanctuary"                                                                      | 1980.  | 29                          | —                           | —                           | —                           | —                           | —                           | —                           | —                           | —                           | —                           | —                           | —                           | —                           | —                           | Iron Maiden                  |               |
| "Women in Uniform"                                                               | 1980.  | 35                          | —                           | —                           | —                           | —                           | —                           | —                           | —                           | —                           | —                           | —                           | —                           | —                           | —                           | Није сингл са албума         |               |
| "Twilight Zone"                                                                  | 1981.  | 31                          | —                           | —                           | —                           | —                           | —                           | —                           | —                           | —                           | —                           | —                           | —                           | —                           | —                           | Killers                      |               |
| "Purgatory"                                                                      | 1981.  | 52                          | —                           | —                           | —                           | —                           | —                           | —                           | —                           | —                           | —                           | —                           | —                           | —                           | —                           | Killers                      |               |
| "Run to the Hills"                                                               | 1982.  | 7                           | —                           | —                           | —                           | 55                          | 16                          | —                           | —                           | —                           | —                           | —                           | —                           | —                           | —                           | - The Number of the Beast    |               |
| "The Number of the Beast"                                                        | 1982.  | 18                          | —                           | —                           | —                           | —                           | 19                          | —                           | —                           | —                           | —                           | —                           | —                           | —                           | —                           | - The Number of the Beast    |               |
| "Flight of Icarus"                                                               | 1983.  | 11                          | —                           | 19                          | —                           | —                           | 14                          | —                           | —                           | —                           | —                           | —                           | —                           | —                           | 8                           | ' Piece of Mind              |               |
| "The Trooper"                                                                    | 1983.  | 12                          | 5                           | 18                          | —                           | —                           | 12                          | —                           | —                           | —                           | —                           | 5                           | 5                           | —                           | 28                          | ' Piece of Mind              |               |
| "2 Minutes to Midnight"                                                          | 1984.  | 11                          | —                           | —                           | —                           | 70                          | 10                          | —                           | —                           | 13                          | —                           | —                           | —                           | —                           | 25                          | ' 'Powerslave                |               |
| "Aces High"                                                                      | 1984.  | 20                          | —                           | —                           | —                           | —                           | 29                          | —                           | —                           | 22                          | —                           | —                           | —                           | —                           | —                           | ' 'Powerslave                |               |
| "Running Free" (Live in 1985)                                                    | 1985.  | 19                          | —                           | —                           | —                           | —                           | 12                          | —                           | —                           | —                           | —                           | —                           | —                           | —                           | —                           | Live After Death             |               |
| "Run to the Hills" (Live in 1985)                                                | 1985.  | 26                          | —                           | —                           | —                           | —                           | 18                          | —                           | —                           | —                           | —                           | —                           | —                           | —                           | —                           | Live After Death             |               |
| "Wasted Years"                                                                   | 1986.  | 18                          | —                           | 3                           | —                           | —                           | 11                          | —                           | 8                           | 24                          | —                           | —                           | —                           | —                           | —                           | Somewhere in Time            |               |
| "Stranger in a Strange Land"                                                     | 1986.  | 22                          | —                           | 4                           | —                           | —                           | 18                          | —                           | 22                          | —                           | —                           | —                           | —                           | —                           | —                           | Somewhere in Time            |               |
| "Can I Play With Madness"                                                        | 1988.  | 3                           | —                           | 2                           | —                           | 23                          | 3                           | —                           | 6                           | 7                           | 4                           | 12                          | 23                          | —                           | 47                          | Seventh Son of a Seventh Son |               |
| "The Evil That Men Do"                                                           | 1988.  | 5                           | —                           | 4                           | —                           | —                           | 4                           | —                           | 23                          | 7                           | 7                           | —                           | —                           | —                           | —                           | Seventh Son of a Seventh Son |               |
| "The Clairvoyant" (Live in 1988)                                                 | 1988.  | 6                           | —                           | —                           | —                           | —                           | 7                           | —                           | 70                          | 37                          | —                           | —                           | —                           | —                           | —                           | Seventh Son of a Seventh Son |               |
| "Infinite Dreams" (Live in 1988)                                                 | 1989.  | 6                           | —                           | —                           | —                           | —                           | 6                           | —                           | —                           | 20                          | —                           | —                           | —                           | —                           | —                           | Seventh Son of a Seventh Son |               |
| "Holy Smoke"                                                                     | 1990.  | 3                           | —                           | 1                           | —                           | —                           | 4                           | —                           | 25                          | 25                          | —                           | —                           | 20                          | —                           | —                           | No Prayer for the Dying      |               |
| "Bring Your Daughter... to the Slaughter"                                        | 1990.  | 1                           | —                           | 2                           | —                           | —                           | 6                           | —                           | 17                          | 47                          | —                           | —                           | 19                          | —                           | —                           | No Prayer for the Dying      |               |
| "Be Quick or Be Dead"                                                            | 1992.  | 2                           | —                           | 1                           | —                           | 32                          | 10                          | —                           | 26                          | 12                          | 3                           | 15                          | 15                          | —                           | —                           | Fear of the Dark             |               |
| "From Here to Eternity"                                                          | 1992.  | 21                          | —                           | 13                          | —                           | —                           | 27                          | —                           | 70                          | 33                          | —                           | —                           | —                           | —                           | —                           | Fear of the Dark             |               |
| "Wasting Love"                                                                   | 1992.  | —                           | —                           | —                           | —                           | —                           | —                           | —                           | —                           | —                           | —                           | —                           | —                           | —                           | —                           | Fear of the Dark             |               |
| "Fear of the Dark" (Live in 1992)                                                | 1993.  | 8                           | —                           | 8                           | —                           | —                           | 17                          | —                           | —                           | —                           | —                           | —                           | —                           | —                           | —                           | A Real Live One              |               |
| "Hallowed Be Thy Name" (Live in 1993)                                            | 1993.  | 9                           | —                           | —                           | —                           | —                           | 16                          | —                           | —                           | —                           | —                           | 37                          | —                           | —                           | —                           | A Real Dead One              |               |
| "Man on the Edge"                                                                | 1995.  | 10                          | —                           | 1                           | 33                          | —                           | —                           | —                           | —                           | —                           | 18                          | 23                          | —                           | —                           | —                           | The X Factor                 |               |
| "Lord of the Flies"                                                              | 1996.  | —                           | —                           | —                           | —                           | —                           | —                           | —                           | —                           | —                           | —                           | —                           | —                           | —                           | —                           | The X Factor                 |               |
| "Virus"                                                                          | 1996.  | 16                          | —                           | 3                           | —                           | —                           | —                           | —                           | 48                          | —                           | —                           | 31                          | —                           | —                           | —                           | Best of the Beast            |               |
| "The Angel and the Gambler"                                                      | 1998.  | 18                          | —                           | 3                           | —                           | 61                          | —                           | —                           | 52                          | —                           | —                           | 29                          | —                           | —                           | —                           | Virtual XI                   |               |
| "Futureal"                                                                       | 1998.  | —                           | —                           | —                           | —                           | —                           | —                           | —                           | —                           | —                           | —                           | —                           | —                           | —                           | —                           | Virtual XI                   |               |
| "The Wicker Man"                                                                 | 2000.  | 9                           | 4                           | 11                          | 39                          | 38                          | 35                          | 3                           | 45                          | —                           | 9                           | 5                           | 83                          | —                           | 19                          | Brave New World              |               |
| "Out of the Silent Planet"                                                       | 2000.  | 20                          | —                           | 13                          | 72                          | 66                          | —                           | 10                          | 87                          | —                           | —                           | 35                          | —                           | —                           | —                           | Brave New World              |               |
| "Run to the Hills" (Live in 2001)                                                | 2002   | 9                           | 11                          | 5                           | 73                          | 55                          | 38                          | 6                           | 60                          | —                           | 15                          | 28                          | 75                          | —                           | —                           | Rock in Rio                  |               |
| "Wildest Dreams"                                                                 | 2003.  | 6                           | 26                          | 1                           | 57                          | 27                          | 19                          | 4                           | 45                          | —                           | 5                           | 4                           | 68                          | —                           | —                           | Dance of Death               |               |
| "Rainmaker"                                                                      | 2003.  | 13                          | 7                           | 3                           | 71                          | 36                          | 33                          | 13                          | 98                          | —                           | —                           | 35                          | 94                          | —                           | —                           | Dance of Death               |               |
| "The Number of the Beast" (live in 2002)                                         | 2005.  | 3                           | 12                          | 2                           | 78                          | 76                          | 11                          | 5                           | 98                          | —                           | 13                          | 40                          | 42                          | —                           | —                           | Non-album single             |               |
| "The Trooper" (live in 2003)                                                     | 2005.  | 5                           | 12                          | 5                           | 100                         | 78                          | 16                          | 8                           | 12                          | —                           | 34                          | 5                           | 61                          | —                           | —                           | Death on the Road            |               |
| "The Reincarnation of Benjamin Breeg" (exceeded the length limit of some charts) | 2006.  | —                           | —                           | 1                           | 70                          | 39                          | 18                          | —                           | —                           | —                           | 9                           | 1                           | 74                          | —                           | —                           | A Matter of Life and Death   |               |
| "Different World"                                                                | 2006.  | 3                           | —                           | 1                           | 99                          | 40                          | 39                          | 3                           | —                           | —                           | —                           | 52                          | —                           | —                           | —                           | A Matter of Life and Death   |               |
| "El Dorado" (сингл објављен за бесплатно преузимање)                             | 2010.  | —                           | —                           | —                           | —                           | —                           | —                           | —                           | —                           | —                           | —                           | —                           | —                           | —                           | —                           | The Final Frontier           |               |
| "Speed of Light"                                                                 | 2015.  | —                           | —                           | —                           | —                           | —                           | —                           | —                           | —                           | —                           | —                           | —                           | —                           | —                           | —                           | The Book of Souls            |               |
| "Empire of the Clouds"                                                           | 2016.  | —                           | —                           | —                           | —                           | —                           | —                           | —                           | —                           | —                           | —                           | 41[E]                       | —                           | —                           | —                           | The Book of Souls            |               |
| "—" означава да сингл није објављен у тој држави или се није нашао на листи.     |        |                             |                             |                             |                             |                             |                             |                             |                             |                             |                             |                             |                             |                             |                             |                              |               |

^  E Појавио се на листи албума у Шведској због дужине.

## ЕП-ови
| Назив                | Детаљи о ЕП-у                                                                                                | Листе | Листе | Листе | Листе | Листе | Листе   |
| Назив                | Детаљи о ЕП-у                                                                                                | УК    | ФИН   | ЊЕМ   | ИРС   | САД   | САД рок |
| -------------------- | --- | ----- | ----- | ----- | ----- | ----- | ------- |
| The Soundhouse Tapes | - Датум објављивања: 9. новембар 1979. - Издавачка кућа: Рок хард (ROK–1) - Формати: плоча 7 инча, ЛП, ЦД    | —     | —     | —     | —     | —     | —       |
| Live!! +one          | - Датум објављивања: новембар 1980. - Издавачка кућа: EMI (EMS–41001) - Формати: касета, ЛП                  | —     | —     | —     | —     | —     | —       |
| Maiden Japan         | - Датум објављивања: 14. септембар 1981. - Издавачка кућа: EMI (12EMI–5219) - Формати: плоча 12 инча, касета | 43    | —     | —     | —     | 89    | —       |
| No More Lies         | - Датум објављивања: 29. март 2004. - Издавачка кућа: EMI (7–24354–84170–5) - Формат: ЦД                     | —     | 3     | 36    | 25    | —     | 30      |

## Бокс сетови
| Назив                          | Детаљи | Напомена |
| ------------------------------ | --- | --- |
| The First Ten Years            | - Датум објављивања: 12. фебруар 1990. - Издавачка кућа: EMI - Формат: 12-inch, ЦД                                     | - Објављен је у знак прославе десете годишњице бенда. - Оба реиздања садрже два сингла, као ЕП-а и посвету од бубњара Ника Мекбрејна, под називом "Listen with Nicko!".                                                                      |
| Eddie's Head                   | - Датум објављивања: 30. 1998 - Издавачка кућа: EMI (7243–4–97999–0–5) - Формат: ЦД                                    | - Лимитирана едиција бокс сета, која садржи свих 12 екстра ЦД-ова (комплет са текстовима, сликама и мултимедијом), са бонус синглом. |
| Eddie's Archive                | - Датум објављивања: 4. новембар 2002. - Издавачка кућа: EMI (7243–5–41277–2–4) - Формат: ЦД                           | - Садржи три дупла диска, 77 снимака и већину претходног необјављеног материјала. |
| Picture Disc Collection        | - Датум објављивања: 15. октобар 2012. - Издавачка кућа: EMI (5–099941–648001) - Формат: ЛП                            | - Између октобра 2012. и фебруара 2013. године, бенд је објавио бокс сет седам првих студијских албума и уживо албума Live After Death (1985), на грамофонској плочи.                                                                        |
| The Complete Albums Collection | - Датум објављивања: 13. октобар 2014. - Издавачка кућа: Parlophone(8–25646–22290–2), BMG/INgrooves (САД) - Формат: ЛП | - Ново издање бокс сета првих седам студијских албума и првог уживо албума, Live After Death, овога пута на црној 180 грама тешкој грамофонској плочи. Додатно, сви синглови групе из 1980. објављени су на 7 инча црној грамофонској плочи. |

## Видеографија

### Видео албуми
| Назив                                                                        | Детаљи о албуму                                                                                            | Најбоља позиција на листама | Најбоља позиција на листама | Најбоља позиција на листама | Најбоља позиција на листама | Најбоља позиција на листама | Најбоља позиција на листама | Најбоља позиција на листама | Најбоља позиција на листама | Најбоља позиција на листама | Најбоља позиција на листама | Сертификације |
| Назив                                                                        | Детаљи о албуму                                                                                            | УК                          | АУС                         | ФИН                         | ЊЕМ                         | ХОЛ                         | НОР                         | ПОР                         | ШПА                         | ШВА                         | САД                         | Сертификације |
| ---------------------------------------------------------------------------- | --- | --------------------------- | --------------------------- | --------------------------- | --------------------------- | --------------------------- | --------------------------- | --------------------------- | --------------------------- | --------------------------- | --------------------------- | --- |
| Live at the Rainbow                                                          | - Датум објављивања: May 1981 - Издавачка кућа: PMI (MVR–99–0018–2) - Формати: VHS                         | —                           | —                           | —                           | —                           | —                           | —                           | —                           | —                           | —                           | —                           | — |
| Video Pieces                                                                 | - Датум објављивања: Јул 1983. - Издавачка кућа: PMI (MVS–99–0002–2) - Формати: LD, VHS                    | —                           | —                           | —                           | —                           | —                           | —                           | —                           | —                           | —                           | —                           | — |
| Behind the Iron Curtain                                                      | - Датум објављивања: Април 1985. - Издавачка кућа: PMI (MVR–99–0039–2) - Формати: LD, VHS                  | —                           | —                           | —                           | —                           | —                           | —                           | —                           | —                           | —                           | 16                          | - САД: Златни |
| Live After Death                                                             | - Датум објављивања: 23. октобар 1985. - Издавачка кућа: PMI (MVN–99–1094–2) - Формати: LD, VHS            | 1                           | 1                           | —                           | —                           | —                           | 2                           | 2                           | —                           | —                           | 2                           | - КАН: 2× Платинум - САД: Платинум                                                                                         |
| 12 Wasted Years                                                              | - Датум објављивања: Октобар 1987. - Издавачка кућа: PMI (MVN–99–1152–2) - Формати: LD, VHS                | —                           | —                           | —                           | —                           | —                           | —                           | —                           | —                           | —                           | 10                          | - САД: Златни |
| Maiden England                                                               | - Датум објављивања: 8. новембар 1989. - Издавачка кућа: PMI (MVN–99–1195–3) - Формати: LD, VHS, ЦД        | —                           | —                           | —                           | —                           | —                           | —                           | —                           | —                           | —                           | 6                           | - КАН: Златни - САД: Златни                                                                                                |
| The First Ten Years: The Videos                                              | - Датум објављивања: Новембар 1990. - Издавачка кућа: PMI (MVN–99–1246–3) - Формати: LD, VHS               | —                           | —                           | —                           | —                           | —                           | —                           | —                           | —                           | —                           | —                           | - КАН: Златни |
| From There to Eternity                                                       | - Датум објављивања: Октобар 1992. - Издавачка кућа: SMV (19V–49132) - Формат: VHS                         | —                           | —                           | —                           | —                           | —                           | —                           | —                           | —                           | —                           | 7                           | — |
| Donington Live 1992                                                          | - Датум објављивања: 10. новембар 1993. - Издавачка кућа: PMI (MVN–49–1156–3) - Формати: VHS, LD           | —                           | —                           | —                           | —                           | —                           | —                           | —                           | —                           | —                           | —                           | |
| Raising Hell                                                                 | - Датум објављивања: Мај 1994. - Издавачка кућа: PMI (MVN–49–1264–3) - Формати: LD, VHS                    | —                           | —                           | —                           | —                           | —                           | —                           | —                           | —                           | —                           | 15                          | — |
| Classic Albums: Iron Maiden – The Number of the Beast                        | - Датум објављивања: 26. новембар 2001. - Издавачка кућа: Eagle Vision (EREDV229) - Формати: DVD, VHS, UMD | —                           | —                           | —                           | —                           | —                           | 9                           | —                           | —                           | —                           | —                           | - АУС: Златни |
| Rock in Rio                                                                  | - Датум објављивања: 10. јун 2002. - Издавачка кућа: Sanctuary (SVE5001) - Формати: DVD, VHS, UMD          | 1                           | 3                           | 3                           | 2                           | —                           | 2                           | —                           | —                           | —                           | 2                           | - АУС: Златни - КАН: 2× Платинум - ЊЕМ: Златни - ПОЉ: Златни - УК: Платинум - САД: Платинум                                |
| Visions of the Beast                                                         | - Датум објављивања: 2. јун 2003. - Издавачка кућа: EMI (7243–4904039–7) - Формат: DVD                     | —                           | 9                           | 1                           | 41                          | —                           | 1                           | —                           | —                           | —                           | 5                           | - АУС: Платинум - КАН: 3× Платинум - ФИН: 2× Платинум - ФРА: Златни - ЊЕМ: Златни - УК: Платинум - САД: 2× Платинум        |
| The History of Iron Maiden – Part 1: The Early Days                          | - Датум објављивања: 1. новембар 2004. - Издавачка кућа: EMI (7243–5–44317–9–1) - Формат: DVD              | 3                           | 32                          | 1                           | 76                          | 23                          | 2                           | 12                          | 1                           | —                           | —                           | - АУС: Златни - КАН: Платинум - ФИН: Платинум - ФРА: Платинум - УК: Златни - САД: Платинум                                 |
| Death on the Road                                                            | - Датум објављивања: 6. фебруар 2006. - Издавачка кућа: EMI (0946–3–36437–9–6) - Формат: DVD               | 1                           | 3                           | 1                           | —                           | —                           | 1                           | —                           | 2                           | 78                          | 14                          | - АУС: Златни - ФИН: Златни - ФРА: Златни                                                                                  |
| Live After Death                                                             | - Датум објављивања: 4. фебруар 2008. - Издавачка кућа: EMI (0094637952290) - Формат: DVD                  | 1                           | 1                           | 1                           | 1                           | —                           | 2                           | 2                           | 1                           | 1                           | 2                           | - АУС: Златни - ФИН: Златни - ЊЕМ: Златни - УК Златни - САД: Платинум                                                      |
| Iron Maiden: Flight 666                                                      | - Датум објављивања: 25. мај 2009. - Издавачка кућа: EMI (50999–6981449–5) - Формати: Блу реј, DVD         | 1                           | 1                           | 1                           | 1                           | 3                           | 1                           | 2                           | 2                           | 1                           | 1                           | - АУС: Платинум - КАН: 5× Платинум - ФИН: Златни - ФРА: Платинум - ЊЕМ: Платинум - НЗ: Златни - УК: Златни - САД: Платинум |
| En Vivo!                                                                     | - Датум објављивања: 26. март 2012. - Издавачка кућа: EMI (50999–301597–9–2) - Формати: Блу реј, DVD       | 1                           | 1                           | 1                           | 1                           | 2                           | 1                           | 3                           | 1                           | 2                           | —                           | - АУС: Златни - КАН: 2× Платинум - ФРА: Златни - ЊЕМ: Златни - ПОЉ: Златни - САД: Платинум                                 |
| Maiden England '88                                                           | - Датум објављивања: 25. март 2013. - Издавачка кућа: EMI (50999–973317–9–7) - Формат: DVD                 | 2                           | 3                           | 2                           | 2                           | 2                           | —                           | 8                           | 1                           | 2                           | 1                           | — |
| The Book of Souls: Live Chapter                                              | - Датум објављивања: 17. новембар 2017. - Издавачка кућа: Parlophone - Формат: Дигитално преузимање        | —                           | —                           | —                           | —                           | —                           | —                           | —                           | —                           | —                           | —                           | — |
| "—" означава да видео није објављен у тој држави или се није нашао на листи. | |                             |                             |                             |                             |                             |                             |                             |                             |                             |                             | |

### Музички видеи
| Година | Назив                                      | Режисер(и)                      |
| ------ | ------------------------------------------ | ------------------------------- |
| 1980.  | "Women in Uniform"                         | Дауг Смит                       |
| 1981.  | "Wrathchild" (Live in 1980)                | Дејв Хилијер                    |
| 1982.  | "Run to the Hills"                         | Дејвид Малет                    |
| 1982.  | "The Number of the Beast"                  | Дејвид Малет                    |
| 1983.  | "Flight of Icarus"                         | Џим Јукич                       |
| 1983.  | "The Trooper"                              | Џим Јукич                       |
| 1984.  | "2 Minutes to Midnight"                    | Тони Халтон                     |
| 1984.  | "Aces High"                                | Џим Јукич                       |
| 1985.  | "Running Free" (Live in 1985)              | Џим Јукич                       |
| 1986.  | "Wasted Years"                             | Џим Јукич                       |
| 1986.  | "Stranger in a Strange Land"               | Џулијан Кајдан                  |
| 1988.  | "Can I Play With Madness"                  | Џулијан Дојл                    |
| 1988.  | "The Evil That Men Do"                     | Тоби Филипс, Стив Харис         |
| 1988.  | "The Clairvoyant"                          | Џулијан Кајдан, Стив Харис      |
| 1989.  | "Infinite Dreams" (Live in 1988)           | Стив Харис                      |
| 1990.  | "Holy Smoke"                               | Стив Харис                      |
| 1990.  | "Tailgunner"                               | Стив Харис                      |
| 1990.  | "Bring Your Daughter... to the Slaughter"  | Стив Харис                      |
| 1992.  | "Be Quick or Be Dead"                      | Винг Ко                         |
| 1992.  | "From Here to Eternity"                    | Ралф Циман                      |
| 1992.  | "Wasting Love"                             | Самуел Бајер                    |
| 1993.  | "Fear of the Dark" (Live in 1992)          | Самуел Бајер                    |
| 1993.  | "Hallowed Be Thy Name" (Live in 1992)      | Самуел Бајер                    |
| 1995.  | "Man on the Edge"                          | Винг Ко                         |
| 1996.  | "Afraid to Shoot Strangers" (Live in 1995) | Стив Лазарус, Стив Харис        |
| 1996.  | "Lord of the Flies"                        | Стив Лазарус, Стив Харис        |
| 1996.  | "Virus"                                    | Стив Лазарус, Стив Харис        |
| 1998.  | "The Angel and the Gambler"                | Сајмон Хилтон                   |
| 1998.  | "Futureal"                                 | Стив Лазарус                    |
| 2000.  | "The Wicker Man"                           | Дин Кар                         |
| 2000.  | "Out of the Silent Planet"                 | Дејвид Патендон, Тревор Томпсон |
| 2000.  | "Brave New World" (Live in 2001)           | Дин Кар                         |
| 2003.  | "Wildest Dreams"                           | Хауард Гринлаг                  |
| 2003.  | "Rainmaker"                                | Хауард Гринлаг                  |
| 2005.  | "No More Lies" (Live in 2003)              | Метју Амос                      |
| 2006.  | "The Reincarnation of Benjamin Breeg"      | Метју Амос                      |
| 2006.  | "Different World"                          | Хауард Гринлаг                  |
| 2010.  | "The Final Frontier"                       | Студио Ник Скот                 |
| 2015.  | "Speed of Light"                           | Лекси Леон                      |
| 2016.  | "Death or Glory" (Live in 2016)"           | Непознато                       |
| 2017.  | "Wasted Years" (Live in 2017)              | Непознато                       |
| 2018.  | "Run to the Hills" (Live in 2018)          | Непознато                       |